# Noroeste Paranaense
Noroeste Paranaense is een van de tien mesoregio's van de Braziliaanse deelstaat Paraná. Zij grenst aan de mesoregio's Oeste Paranaense, Centro Ocidental Paranaense, Norte Central Paranaense, Presidente Prudente (SP), Leste de Mato Grosso do Sul (MS) en Sudoeste de Mato Grosso do Sul (MS). De mesoregio heeft een oppervlakte van ca. 24.489 km². In 2006 werd het inwoneraantal geschat op 630.421.
Drie microregio's behoren tot deze mesoregio:
- Cianorte
- Paranavaí
- Umuarama

Mesoregio's: Centro Ocidental Paranaense · Centro Oriental Paranaense · Centro-Sul Paranaense · Metropolitana de Curitiba · Noroeste Paranaense · Norte Central Paranaense · Norte Pioneiro Paranaense · Oeste Paranaense · Sudeste Paranaense · Sudoeste Paranaense

Microregio's: Apucarana · Assaí · Astorga · Campo Mourão · Capanema · Cascavel · Cerro Azul · Cianorte · Cornélio Procópio · Curitiba · Faxinal · Floraí · Foz do Iguaçu · Francisco Beltrão · Goioerê · Guarapuava · Ibaiti · Irati · Ivaiporã · Jacarezinho · Jaguariaíva · Lapa · Londrina · Maringá · Palmas · Paranaguá · Paranavaí · Pato Branco · Pitanga · Ponta Grossa · Porecatu · Prudentópolis · Rio Negro · São Mateus do Sul · Telêmaco Borba · Toledo · Umuarama · União da Vitória · Wenceslau Braz